# Vaupesia cataractarum
Vaupesia cataractarum är en törelväxtart som beskrevs av Richard Evans Schultes. Vaupesia cataractarum ingår i släktet Vaupesia och familjen törelväxter. Inga underarter finns listade i Catalogue of Life.